# Sergio Belloni
Sergio Belloni (Piacenza, 25 febbraio 1925 – Mentone, 28 ottobre 2005) è stato un pittore italiano naturalizzato francese nel 1969.
Visse soprattutto a Parigi dove la sua famiglia era emigrata e morì a Mentone il 28 ottobre 2005. Dipinse prevalentemente vedute parigine e della Senna, al punto da essere poi più conosciuto col nome francesizzato di Serge Belloni, le peintre de Paris.

## Biografia
Dopo la fine della prima Guerra Mondiale la famiglia di Sergio Belloni versava in ristrettezze economiche e così nel 1920 decide di emigrare dalla natia Piacenza, una città dell'Italia settentrionale, verso la Francia, in cerca di migliori occasioni di lavoro. Arrivati a Parigi trovarono sistemazione in una camera ammobiliata del Faubourg Saint Antoine, nei pressi della Gare de Lyon, la stazione dove arrivavano i treni dall'Italia. Il padre Luigi si dedicò all'attività di tappezziere, e la madre Elvira divenne parrucchiera. Le loro capacità e la buona volontà vennero premiate e presto gli affari prosperarono, così da permettergli saltuari ritorni nella città natale: e il loro primo e unico figlio vollero farlo nascere a Piacenza, il 25 febbraio 1925.
Così il giovane Sergio visse l'infanzia un po' a Piacenza con i nonni e un po' a Parigi con i genitori, e qui compì il primo ciclo di studi. A questo punto il padre avrebbe voluto insegnargli il suo mestiere di tappezziere così che potesse prima affiancarlo e poi subentrargli nell'attività. Invece il ragazzo dimostrò subito una grande passione per l'arte figurativa unita a un talento non comune e a un'incrollabile determinazione a voler imparare a dipingere: così di giorno lavorava nella bottega del padre e la sera, senza mai chiedere aiuti ai suoi, frequentava la Scuola di Belle Arti dove riuscì a diplomarsi con esito lusinghiero.
Le vicende della seconda Guerra Mondiale sconvolsero anche la vita della famiglia Belloni e Sergio fu richiamato in Italia a svolgere il servizio militare. Pure in quelle drammatiche circostanze riuscì tuttavia a esporre nel 1943 i suoi primi quadri in una Galleria di Piacenza e il quotidiano cittadino La Scure ne tessé le lodi. Una seconda mostra a Piacenza la tenne nel febbraio del 1945, assieme ad altri pittori locali tra cui Ricchetti, Arrigoni e Soressi, letteralmente sfidando i bombardamenti alleati, nella sede della Pinacoteca Ricci Oddi vuotata dalle opere che erano state sfollate in provincia, ed anche questa ebbe buon successo di pubblico ed ottime recensioni.
Appena cessate le ostilità Sergio Belloni ritorna però a Parigi assieme ai tanti altri artisti che se ne erano allontanati a causa della guerra e che si ritrovavano al Café de Flore di Saint-Germain-des-Prés e stringe amicizia con Lucien-Philippe Moretti e con Gérard Blondel; tuttavia non ne resterà influenzato e anzi egli non si legherà mai a una specifica corrente pittorica ma seguirà fin dai suoi inizi un cammino artistico solitario e costante. Già nel novembre del 1945 organizza alla Galleria Salle Lefranc la sua prima mostra personale parigina, puntualmente riferita in patria dal quotidiano di Piacenza che aveva ripreso il primitivo nome di Libertà.
È a Parigi in quegli anni (1949) che avvenne fortuitamente, per strada, la conoscenza con lo scrittore e critico d'arte Francis Carco, membro della prestigiosa Accademia Goncourt: questi, già anziano e che in gioventù aveva contribuito a far conoscere Amedeo Modigliani, vide in quest'altro giovane italiano squattrinato un artista destinato al successo e ne scrisse con toni ammirati in alcuni articoli ("Tutto mi piace in Belloni, la sua sensibilità di poeta, il suo acuto senso del colore, i suoi grigi, i suoi blu, e il suo amore appassionato per Parigi che gli ha fatto dipingere le tele migliori..."). Poco tempo dopo, nel 1951, anche Blaise Cendrars, uno svizzero naturalizzato francese scrittore e viaggiatore legato al mondo della bohème parigina, conosce Belloni e viene conquistato dalla sua pittura. Quasi contemporaneamente anche il poeta Paul Fort, cui Belloni ha dedicato un ritratto, diventa suo ammiratore e in un suo scritto aggiunge il suo nome agli altri grandi vedutisti di Parigi, Utrillo, Marquet, Renoir. E così accadrà poi nel 1955 anche con un altro scrittore francese, il presidente dell'Accademia Goncourt Roland Dorgelès che dà del pittore lusinghieri giudizi ("Con una tecnica prodigiosa... non si ispira a nessuno, non imita nessuno. Uno degli artisti più puri che abbia mai incontrato"). 
Dopo questi favorevoli inizi, la carriera artistica di Sergio Belloni poi procede con mostre frequenti e vari riconoscimenti:
1950 - Mostra collettiva in Belgio. È il più giovane invitato al Festival de la Peinture a Bruxelles, Liegi, Gand, Bruges e Anversa.
1951 - Mostra personale alla Galleria Jean de Ruaz di Parigi. Al Salon des Artistes Français riceve uno speciale riconoscimento di merito, e incontra Blaise Cendrars.
1952 - Mostra personale presso la Galleria Gussoni di Milano. Espone al Grand Palais di Parigi.
1955 - È invitato alla Exposition internationale de peinture et de sculpture di Parigi e alla Biennale di Milano.
1958 - Due suoi dipinti sono acquistati dal Governo Francese e dalla città di Parigi.
1963 - Altri dipinti sono acquistati dal Museo Carnavalet di Parigi e dal Museo Ca' Pesaro di Venezia e dal Museo della città di Dreux (1961).
1966 - La Famiglia Piasinteina di Piacenza lo nomina "Piacentino Benemerito" insieme al Monsignore Agostino Casaroli.
1968 - Mostra personale all'Hôtel de Sens di Parigi, che per la prima volta ospita un artista contemporaneo.
In seguito, pressoché in tutti gli anni successivi tiene mostre personali a Parigi, e anche a Londra (1975), Nizza (1977), Tokio (1980), Ginevra (1985). Nel 1992, presentato da Jacques Chirac allora Sindaco di Parigi e futuro Presidente della Repubblica francese, inaugura al Castello di Sédières presso Corrèze la sua esposizione Serge Belloni - Le peintre de Paris, rimarcando con ciò l'appellativo con cui ormai tutti lo indicavano. Nel 1994 viene nominato "Chevalier de l'Ordre du Mérite" e infine nel 2001 la sua città natale, Piacenza, gli dedica la grande mostra retrospettiva Serge Belloni - Omaggio a Parigi e Venezia con sede nel Palazzo Gotico, il più significativo monumento cittadino.
Opere di Sergio Belloni figurano nelle raccolte della Galleria d'arte moderna di Parigi, della Galleria de Ruaz e del Museo Carnavalet in Parigi, del Museo di Dreux, in Italia nelle raccolte di Ca' Pesaro a Venezia, al Museo d'Arte Moderna del Vaticano, alla Galleria Ricci Oddi di Piacenza e poi nelle collezioni di molti privati in Francia, Italia e in altri Paesi.
Dopo gli anni duri degli inizi (nei quali raccontò di avere realmente "fatto la fame" mangiando riso bollito per giorni, giacché la famiglia era rientrata a Piacenza) Sergio Belloni ebbe quindi già in vita e per anni un grande successo e di ciò andava fiero, come andava fiero della sua splendida dimora parigina affacciata sulla Place des Vosges e dello studio in Quai de Bourbon, 27 nell'Ile de Saint Louis. Sergio Belloni non prese mai moglie, e quindi la morte della madre nel 1992, cui egli era molto legato, lo gettò in un profondo e prolungato sconforto cui fece anche seguito alcuni anni dopo una grave malattia; da questa si riprese nel fisico ma non psicologicamente e venne a mancare, dopo alcuni anni di sofferenze, a Mentone sulla Costa Azzurra presso il confine italiano, il 28 ottobre del 2005. Venne poi tumulato al cimitero di Père-Lachaise di Parigi (div. 12).

## Tecnica pittorica
Sin dagli inizi, ma anche quando era un pittore ormai affermato Sergio Belloni ha sempre dipinto dal vivo, "en plein air": sceglieva una veduta che lo ispirasse, posava il cavalletto e lì stava per ore, con ogni tempo, per più giorni, ritornando sul soggetto e cogliendo così ogni volta, fondendole, le diverse sfumature della luce. Durante una di queste pitture all'aperto, nel 1957, gli accadde anche di essere ripreso per caso da Robert Doisneau in una istantanea che diventerà famosa, Un musicien sous la pluie. Ritornava anche spesso a ridipingere, come faceva Monet, in differenti momenti o cieli diversi, una stessa veduta, per esempio il Pont Neuf, uno dei suoi soggetti preferiti, ora con delle nuvole grevi e minacciose di temporale ora sotto un sereno tramonto dai toni rosati, ma sempre con l'incanto stupito che manifesta l'amore dell'artista per la sua città di Parigi in tutte le stagioni.
Negli anni giovanili fece diversi viaggi nei Paesi Bassi per studiare le tecniche dei Maestri fiamminghi, e poi anche in seguito soggiornò ripetutamente a Venezia per dipingere numerose vedute di questa città che vanno ad aggiungersi a quelle della sua amata Parigi. E poi dipinse fiori, assortiti con cura nei colori e nella stagionalità, spesso caratteristicamente rappresentati su un fondo oro fissato a caldo come le antiche tavole medievali, e poi alcuni nudi, sottilmente erotici, e ritratti di amici poeti o pittori.
La pittura di Sergio Belloni rimase costante lungo tutto l'arco della sua produzione ed egli non si lasciò mai influenzare dalle nuove mode che si andavano sperimentando, anzi restò sempre caparbiamente ispirato al postimpressionismo dell'école de Paris, e questo fu a volte visto dai detrattori come una sua incapacità di adattarsi alla contemporaneità. Sergio Belloni, nella realizzazione delle sue opere, prima studiava la divisione della tela in sezioni nelle quali inseriva la composizione, di modo che il quadro risultava inizialmente come la trama di una tessitura in cui diventa evidente la prospettiva e la spazialità; e poi passava alla stesura del colore che viene collocato, raschiato e ricollocato più volte in modo da ottenere una sovrapposizione di strati. Questi danno alla pittura compattezza e una smagliante colorazione e insieme quella atmosfera serena e sognante, appena velata dalla malinconia della consapevolezza della labilità delle cose e del dover lottare contro il tempo divoratore, che è tipica delle sue realizzazioni.

## Immagini

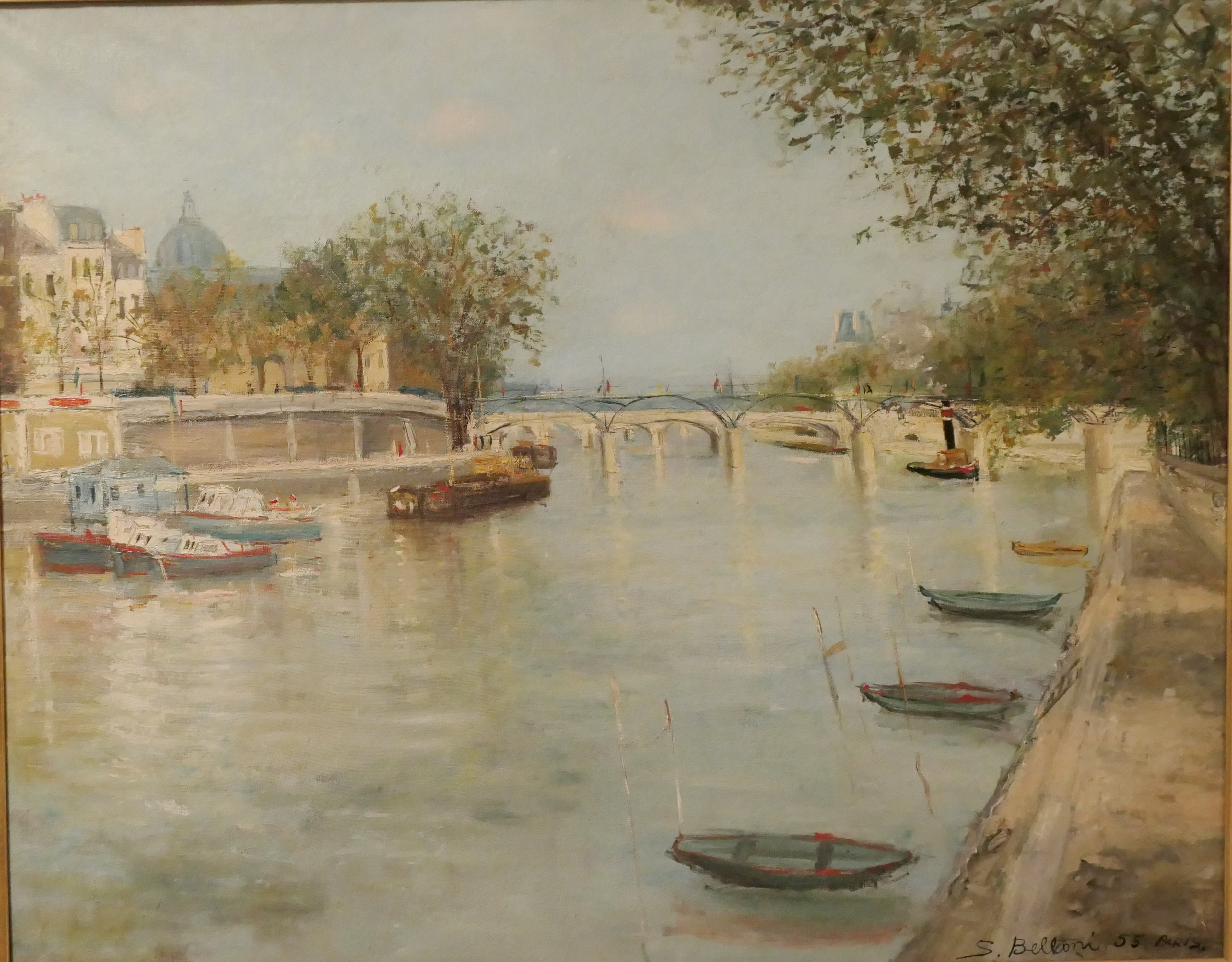
Il Pont des Arts, 1955.

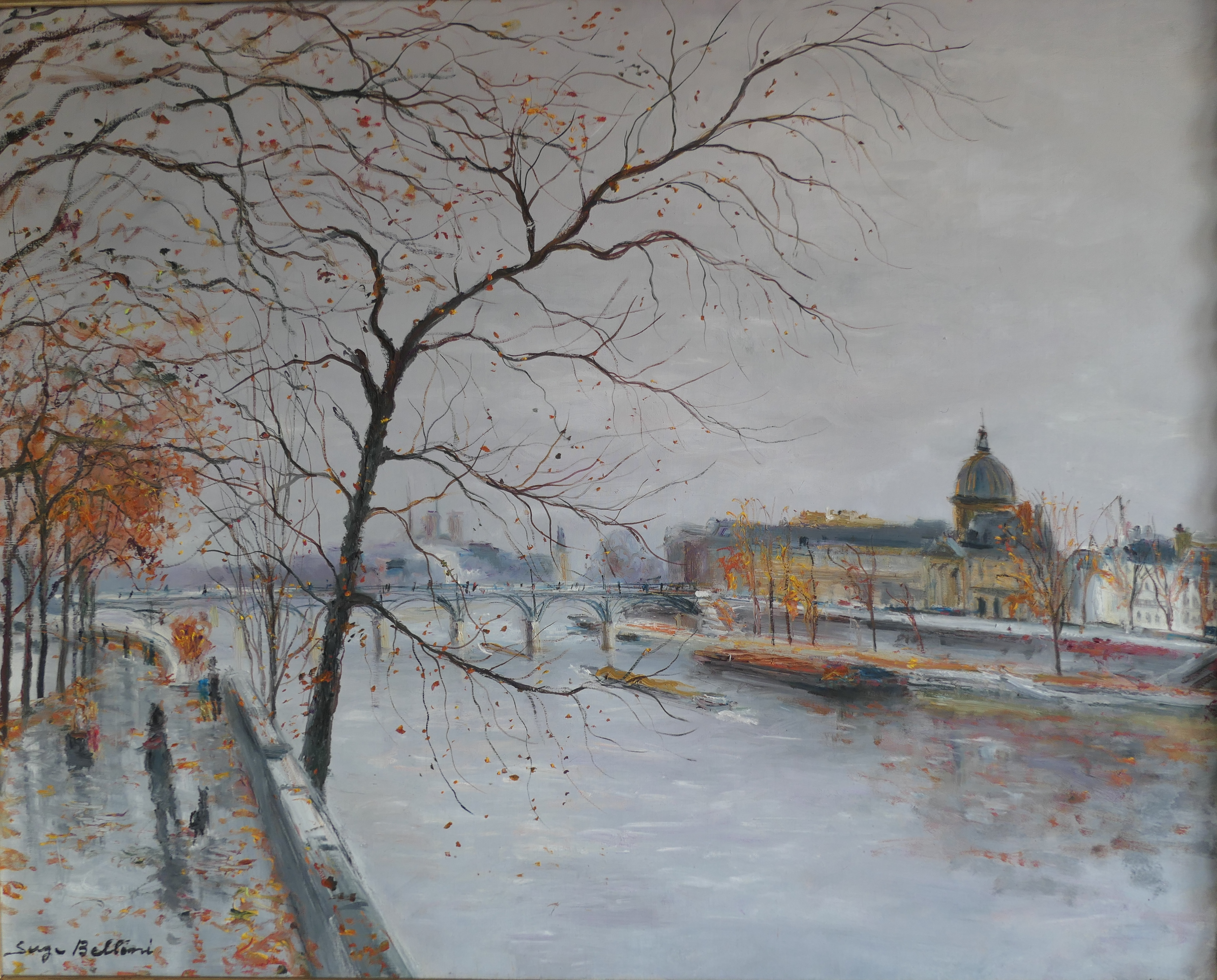
Il Pont des Arts in inverno.

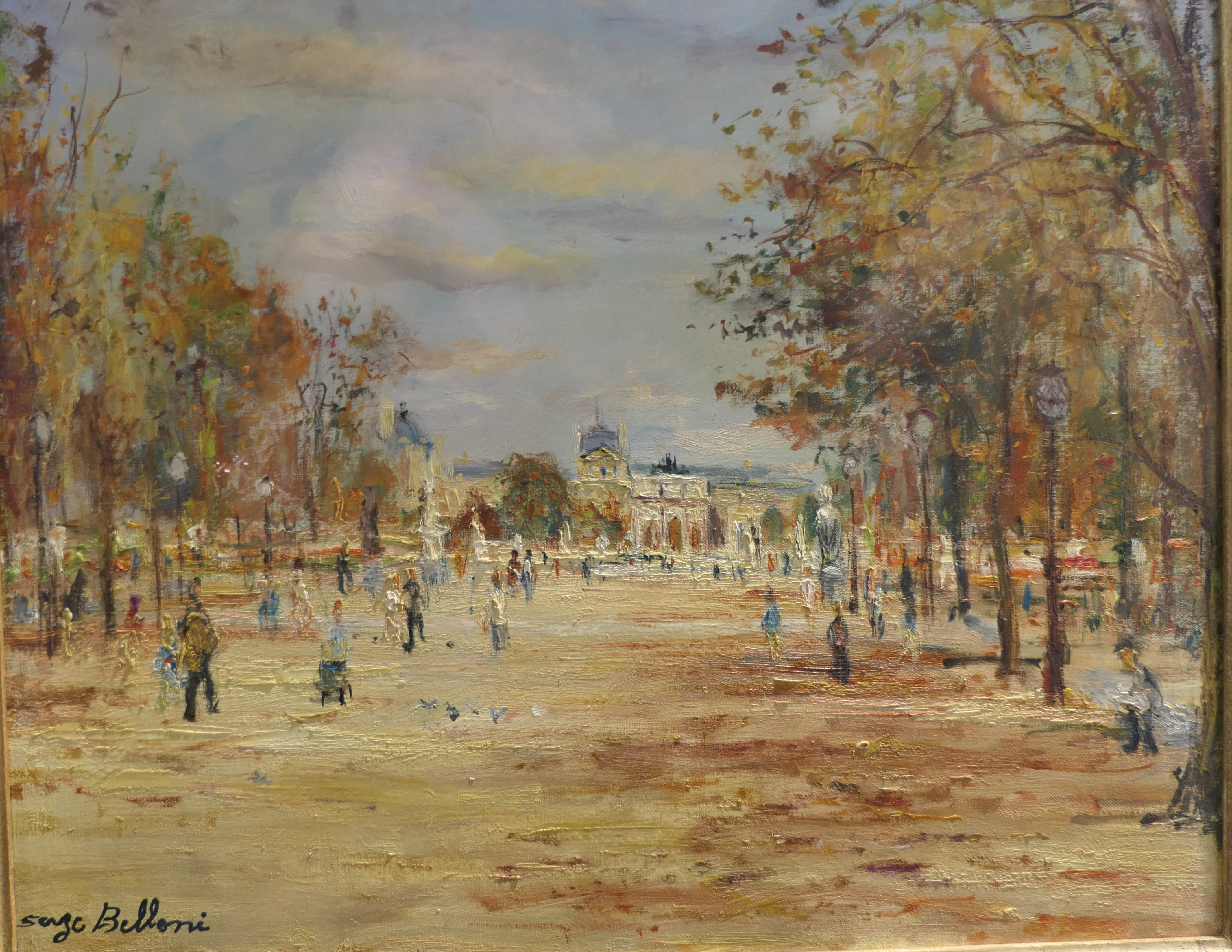
I giardini delle Tuileries.

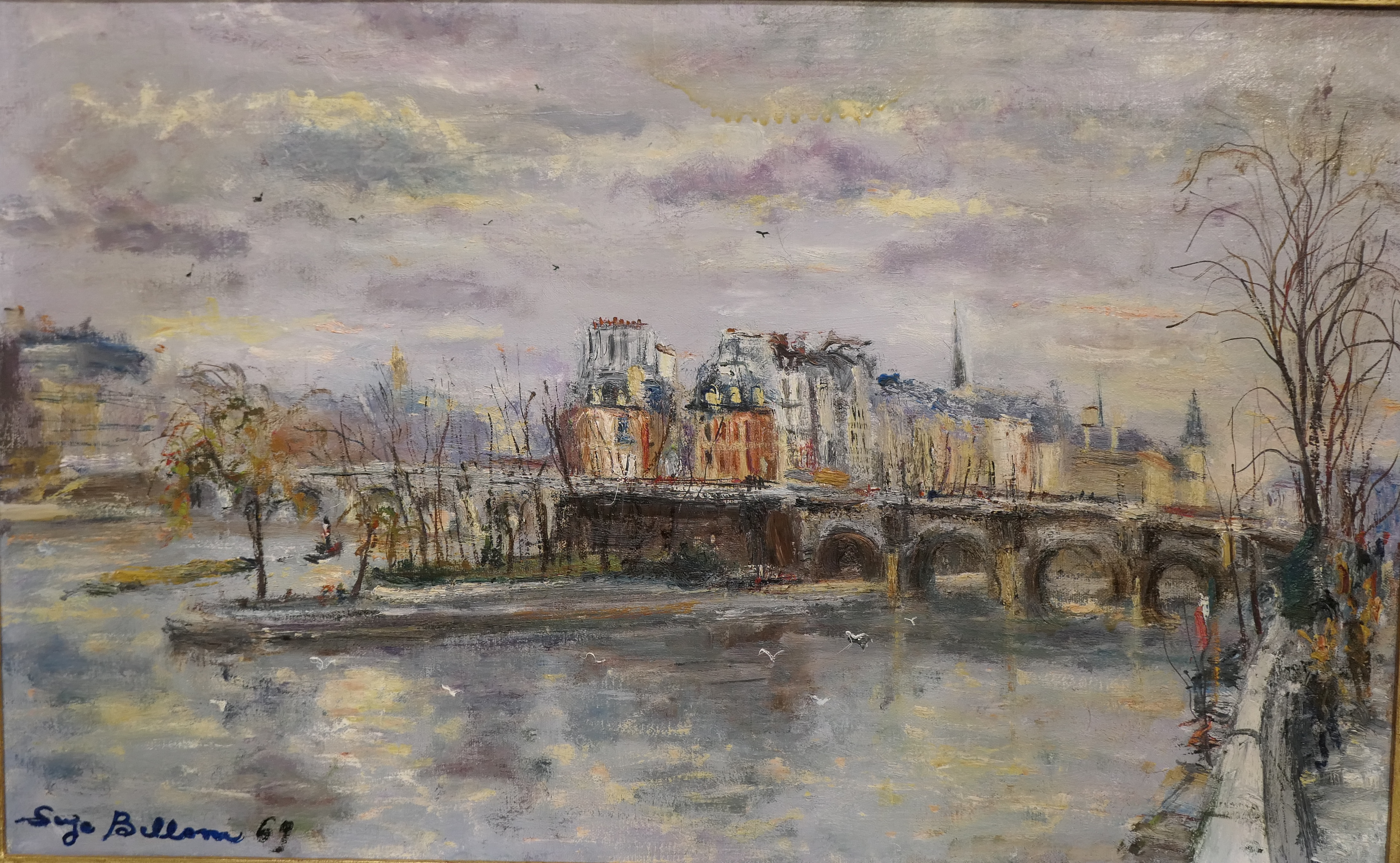
Il Pont Neuf sotto il temporale, 1969.

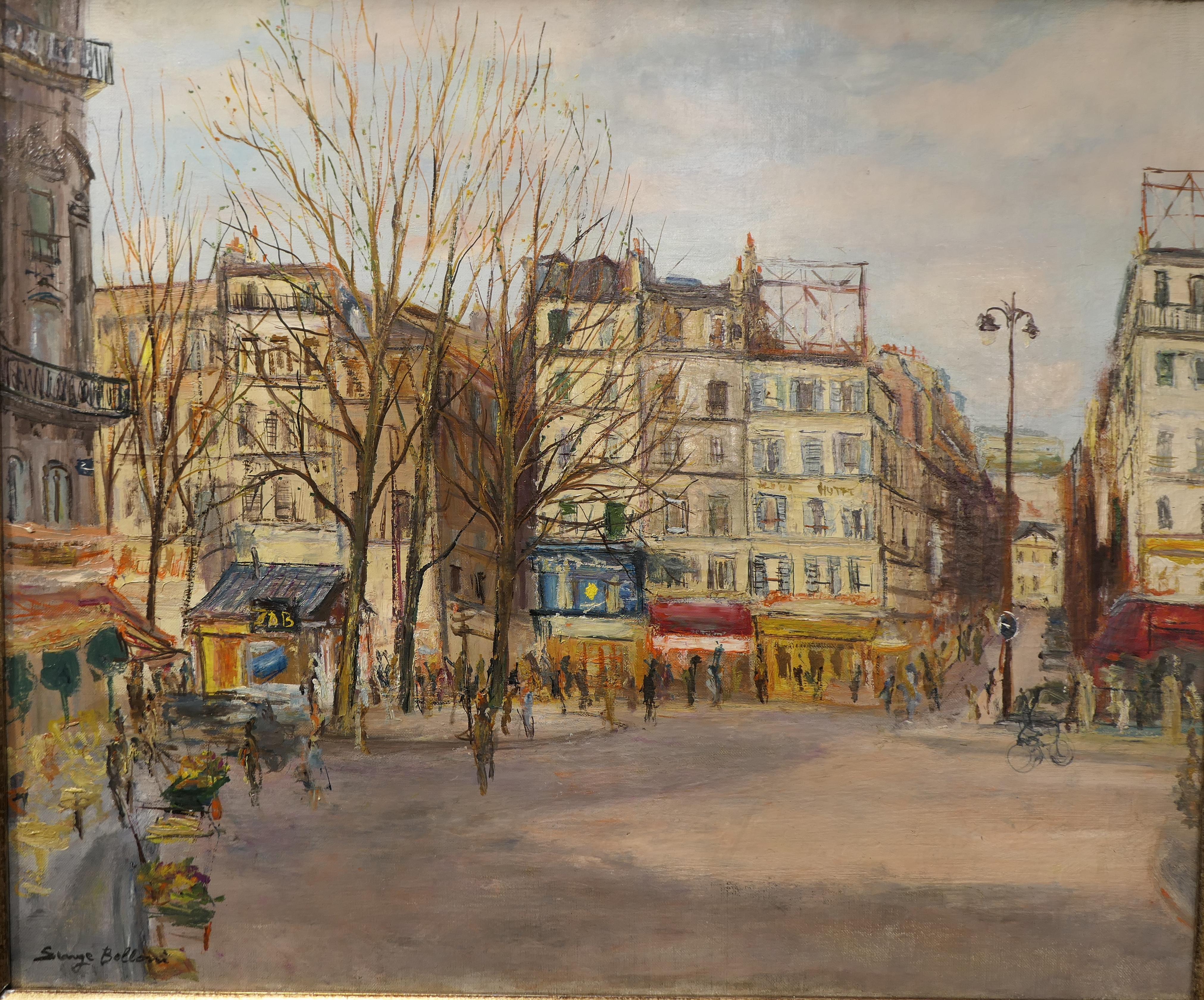
Place Saint-Germain.

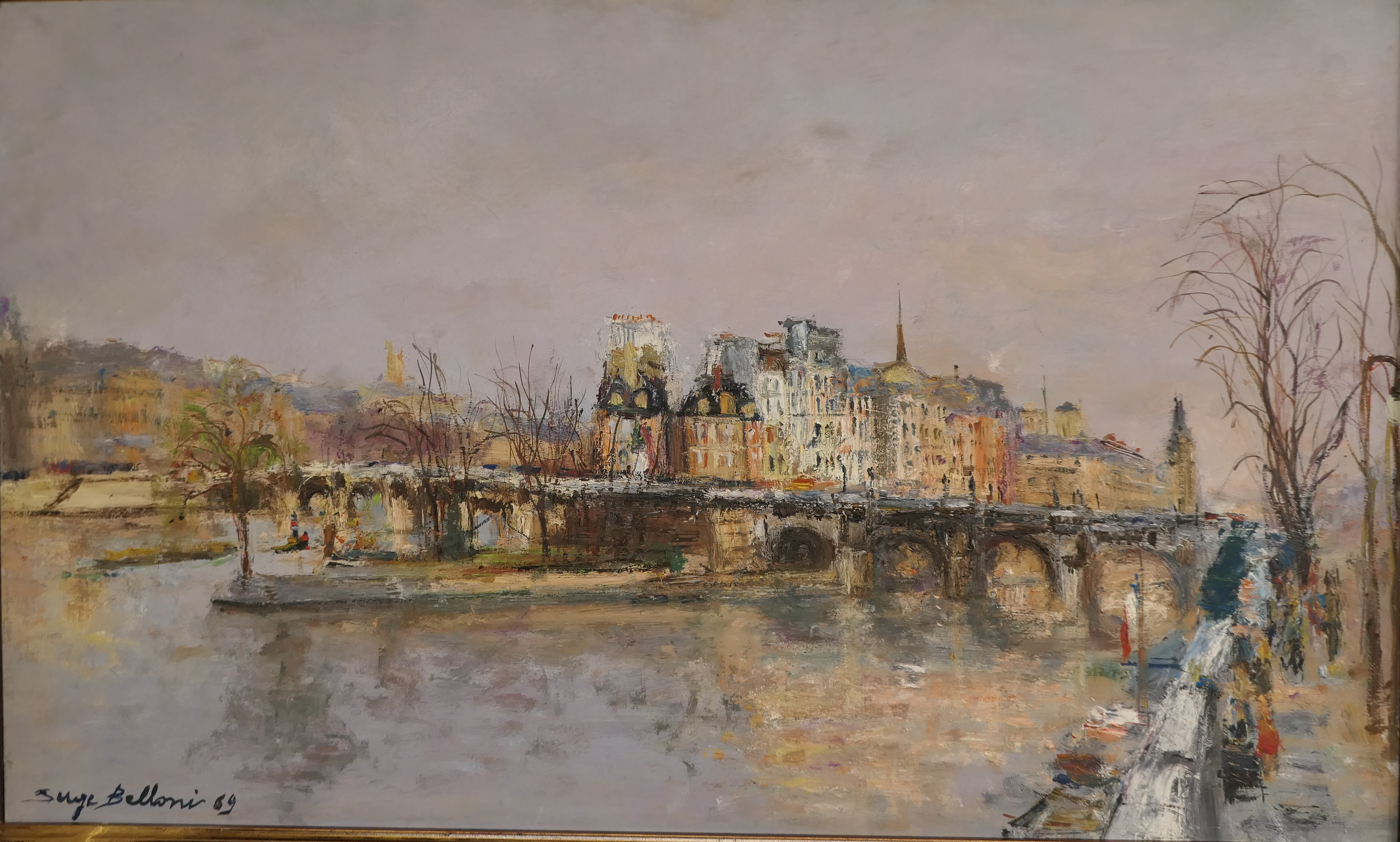
Il Pont Neuf al tramonto.